# Acadoparadoxides
Az Acadoparadoxides a trilobiták (Trilobita) osztályának Redlichiida rendjébe, ezen belül a Paradoxididae családjába tartozó nem.

## Rendszerezés
A nembe az alábbi alnemek és fajok tartoznak:
- Acadoparadoxides
  - Acadoparadoxides sacheri - szinonimája: Paradoxides sacheri
  - Acadoparadoxides sirokyi
- Baltoparadoxides
  - Acadoparadoxides oelandicus